# Nikołaj Aniczkow
Nikołaj Nikołajewicz Aniczkow (ros. Николай Николаевичur Аничков, ur. 22 października?/3 listopada 1885 w Petersburgu, zm. 7 grudnia 1964 w Leningradzie) – rosyjski fizjopatolog.
W latach 1920–1938 był profesorem patofizjologii w Leningradzie, i anatomii patologicznej w latach 1939–1946. Prowadził prace nad patogenezą miażdżycy oraz nad rolą układu siateczkowo-śródnabłonkowego w mechanizmach immunologicznych organizmu. W 1913 roku odkrył komórki piankowate i wysunął hipotezę o kluczowej roli cholesterolu w patogenezie miażdżycy.

## Odznaczenia
- Order Lenina – trzykrotnie
- Order Czerwonego Sztandaru
- Order Czerwonego Sztandaru Pracy
- Order Wojny Ojczyźnianej I klasy
- Order Czerwonej Gwiazdy
- Nagroda Stalinowska

## Wybrane prace
- O układzie siateczkowo-nabłonkowym (1930)
- Podręcznik fizjologii patologii (1938)